# František von Waldek

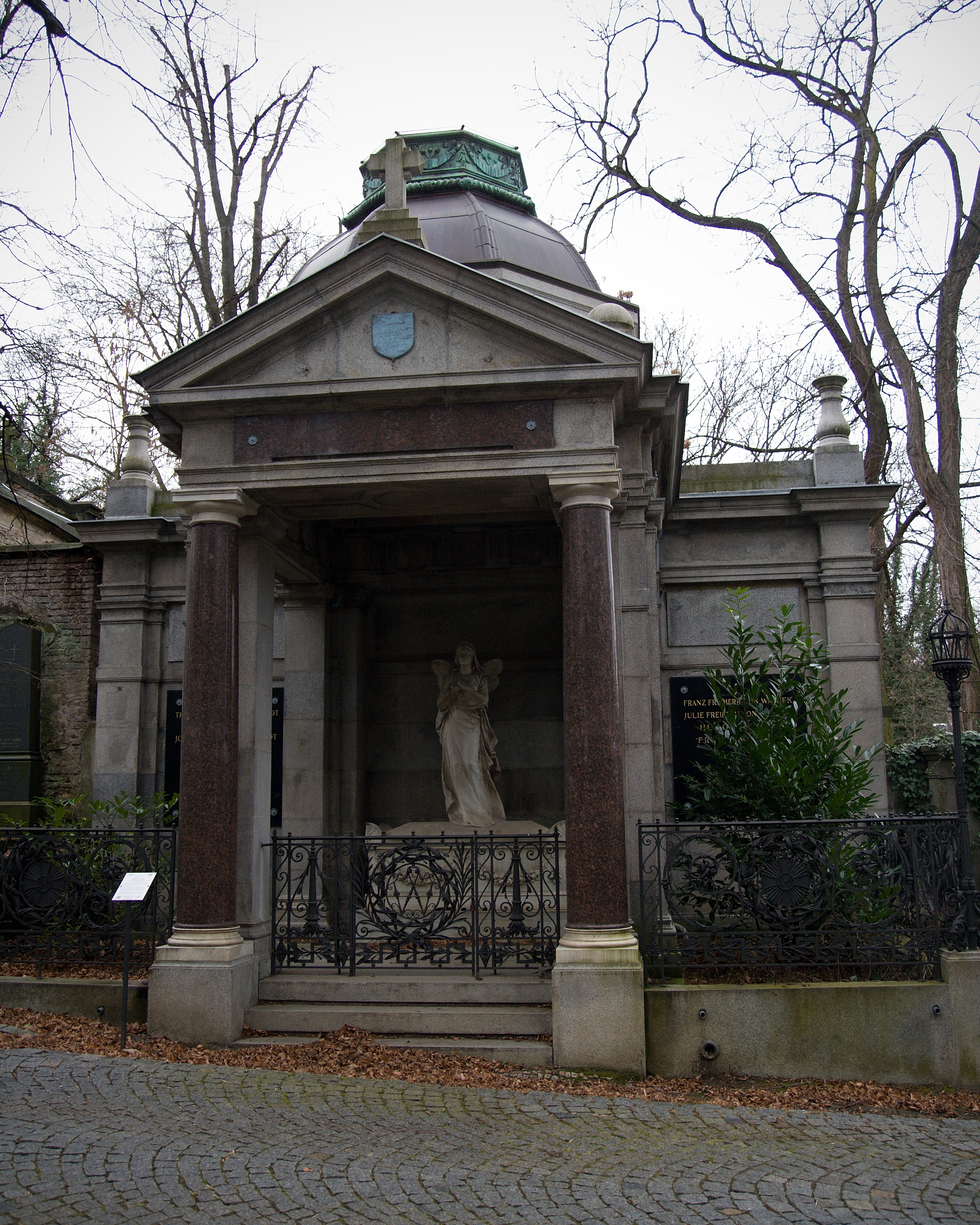
Hrobka rodiny Waldek a von Hordt na Olšanských hřbitovech podle návrhu ateliéru Fellner a Helmer

Franz svobodný pán von Waldek, rodným jménem Franz Waldek, (21. srpna 1833 Vimperk – 2. května 1912 Praha) byl český podnikatel židovského původu, člen rozvětvené průmyslnické rodiny Waldeků, spoluvlastník strojíren, železniční společnosti, uhelných dolů či cukrovarů. Za jeho zásluhy o budování průmyslu Rakouska-Uherska, postavení nemocnice a sirotčince ve Vimperku mu byl udělen titul svobodný pán (Freiherr) a dědičný přídomek von Waldek.

## Život

### Mládí
Narodil se jako čtvrtý syn v rodině původem židovského obchodníka Františka (rodným jménem Aron Wotzasek) a Theresie (rozené Kranlové) Waldekových ve Vimperku v Pošumaví. Rodina si na základně nařízení císaře Josefa II. v 80. letech 18. století musela poněmčit rodové jméno. Na počátku 19. století byla postupně většina členů rodiny pokřtěna (nejstarší bratr jeho otce a matka jeho otce zemřeli nepokřtěni). Roku 1863 se František Waldek oženil s Julií, rozenou Schimmerovou, dcerou majetného pražského zpracovatele bavlny Vinzenze Schimmera.

### Podnikání

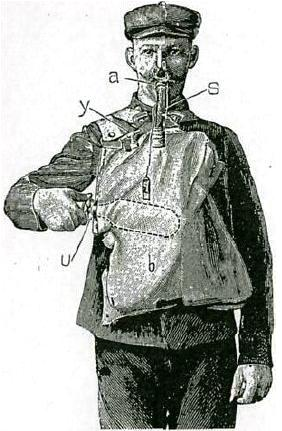
Dýchací přístroj Pneumatophore konstrukce Gärtner-Walcher z roku 1895

V 50. letech 19. století založil Franz Waldek s Juliem Wagnerem a Gustavem Bendou v Praze společnost Waldek & Wagner na výrobu strojírenských zařízení, zejména pro vybavení továren. Společnost dodávala zařízení pro cukrovary, strojírny, doly, hutě, parní mlýny, spřádací mlýny, tkalcovny, vyráběla stavební stroje. Roku 1869 firma, již pojmenovaná Waldek, Wagner & Benda, sídlila ve Vídni a disponovala třemi pobočkami. Následně se též zabývala výrobou parních čerpadel podle patentu Voith, ventilů, regulátorů, pryžového zboží a kování, ale i chemikálií: např. síry, boraxu, barev, a paliv.
Od roku 1895 produkovala firma Waldek, Wagner & Benda také tzv. Pneumatophore, přenosného dýchacího a záchranného přístroje pro horníky, vyvinutého rakouským lékařem Gustavem Gärtnerem a Rudolfem rytířem von Walcher-Uysdal. Společnost získala řadu ocenění, například Medaili za zásluhy na státní výstavě v Grazu a na Zemědělské výstavě roku 1870, Medaili za pokrok na Vídeňské světové výstavě roku 1873, Velkou medaili na Jubilejní obchodní výstavě roku 1888 a Stříbrnou medaili mezinárodní výstavy pro požární ochranu a záchranu v roce 1901 v Berlíně.
Ačkoliv sídlo firmy se nacházelo ve Vídni, Franz Waldek nadále bydlel v Praze. Roku 1887 byl povýšen do dočasného šlechtického stavu s predikátem Edler von Waldried, který mu byl odejmut roku 1908. Za své podnikatelské úspěchy byl roku 1898 jmenován nositelem Řádu železné koruny III. třídy a c. k. císařským radou, od té doby směl užívat titul svobodný pán (Freiherr) a dědičný přídomek von Waldek. Zastával celou řadu funkcí v dozorčích a správních radách, například České banky Union, firmy Breitfeld, Daněk & Co, První české cukrovarnické rafinerie, dále byl předsedou správní rady pražské strojírny Eisenwerk Libschitz a viceprezidentem Modřanského cukrovaru.

### Pošumavské místní dráhy

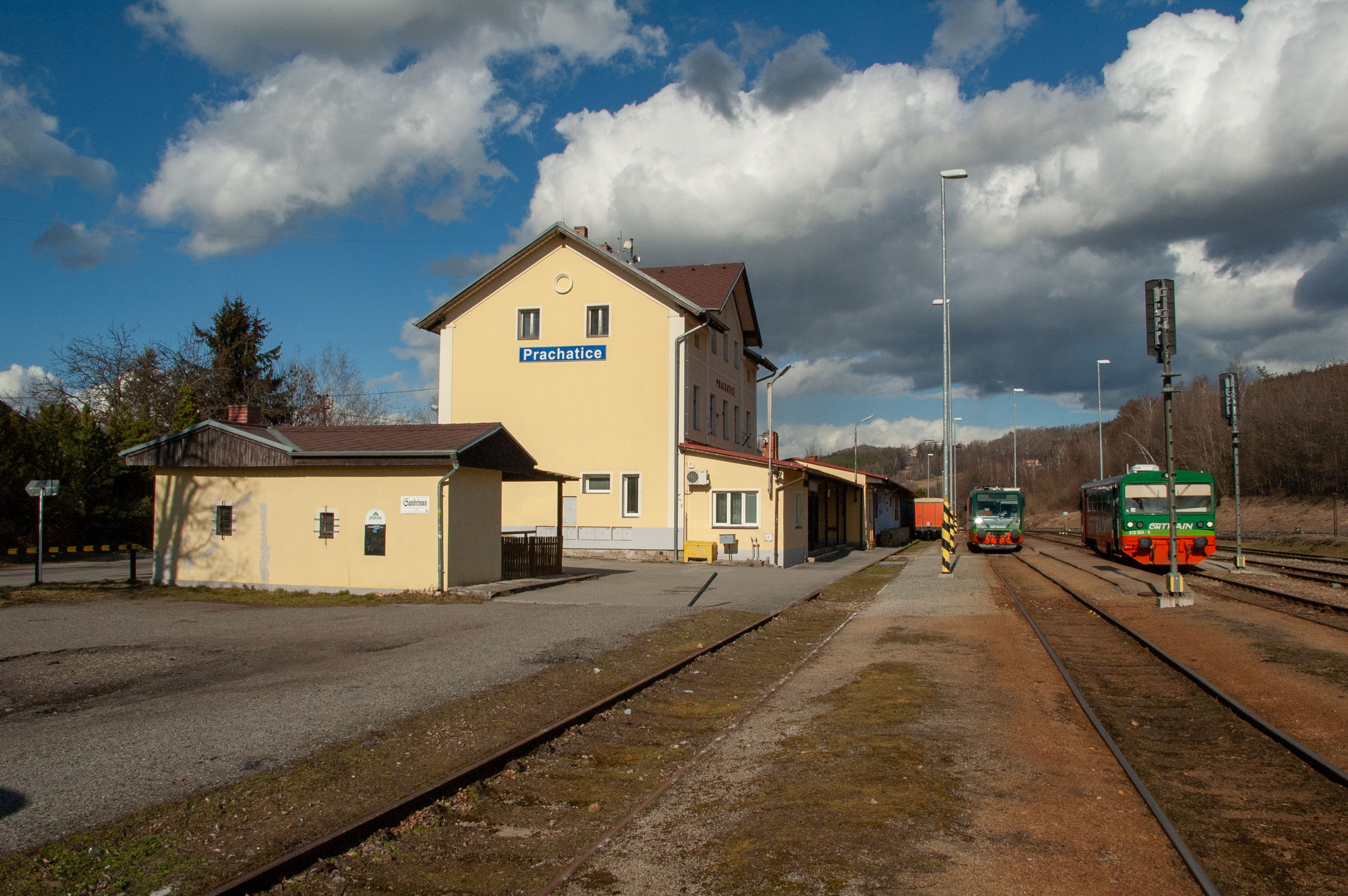
Stanice Prachatice postavená společností Pošumavské místní dráhy

Na přelomu století se Franz von Waldek zapojil do založení železniční společnosti Pošumavské místní dráhy, plánující stavbu a provoz tratí nedaleko jeho domovského Vimperka. Dne 15. října 1893 otevřela společnost železniční spojení své trati ze Strakonic, odkud od roku 1868 procházela železnice v majetku společnosti Dráhy císaře Františka Josefa (KFJB), spojující Vídeň, České Budějovice a Plzeň, do stanice Vimperk. Trať byla prodloužena 9. července 1900 do Lenory, tam vedla od roku 1899 dráha téže společnosti ve směru z Číčenic přes Prachatice a Volary.

### Úmrtí
František von Waldek zemřel 2. května 1912 Praze ve věku 78 let a byl pochován v rodinné hrobce na Olšanských hřbitovech. Jednu z nejhonosnejších hrobek v celém areálu pohřebiště navrhla a vystavěla dvojice věhlasných vídeňských architektů Fellner a Helmer, ozdobena je sochami Caspara von Zumbusch. Spolu s členy rodiny Waldekovy jsou v hrobce uloženy též ostatky členů rodiny von Hordt.

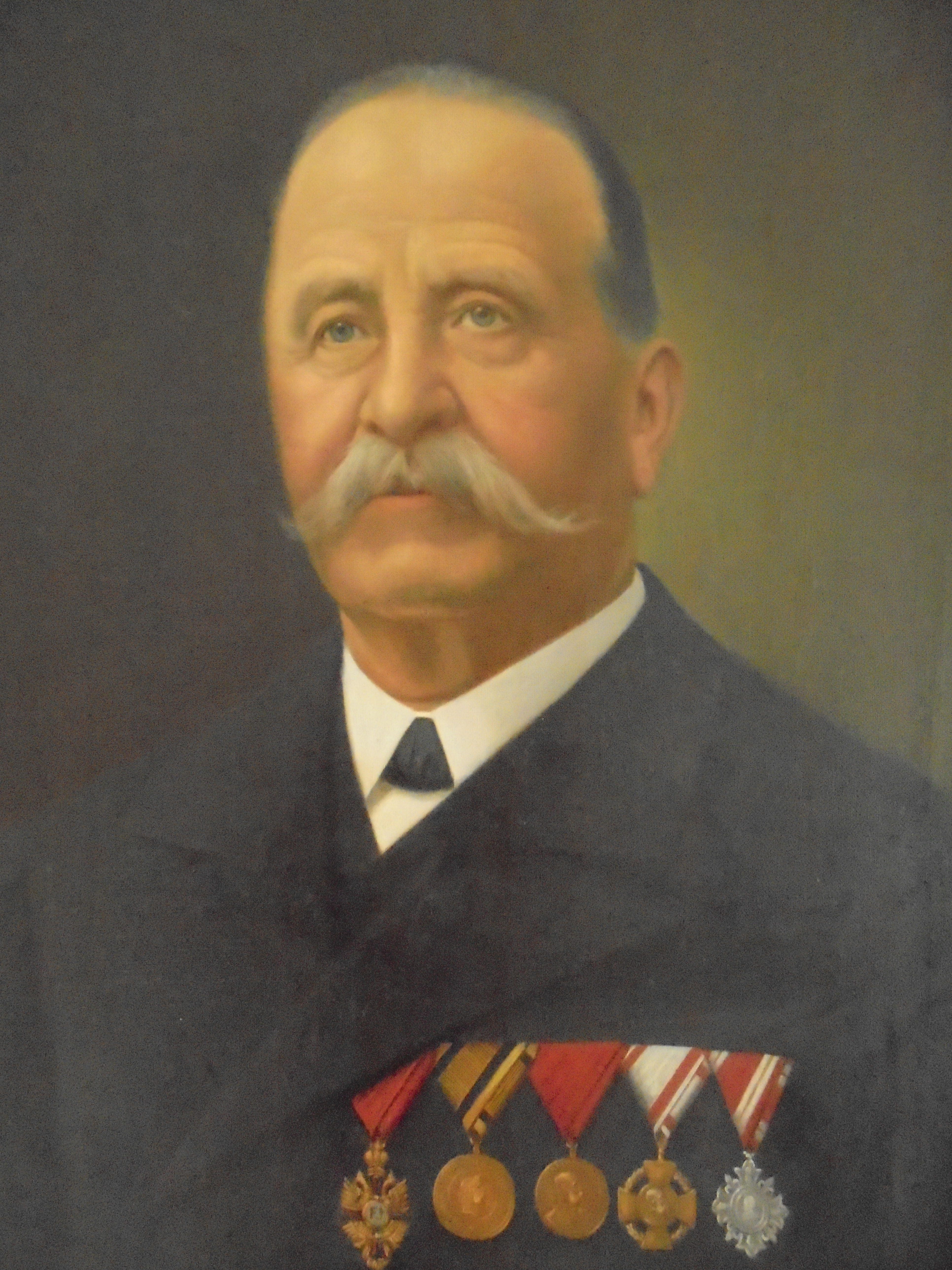
Obraz staršího bratra Wilhelma Waldeka

### Rodinný život
Franz Waldek měl bratry Josefa (1826–1834), Jana Nepomuka (1827–1896), Wilhelma (1831–1910) a sestru Annu (1835–1912). Josef zemřel velmi mladý na Vánoce v roce 1834. Jan Nepomuk převzal rodinný obchod ve Vimperku. Wilhelm se stal vojenským důstojníkem a radním v Hradci Králové. Bratranec August Waldek založil v Plzni velmi známý hotel Waldek (dnes Slovan).
Od roku 1863 byl ženatý s Julií Waldekovou, rozenou Schimmerovou (13. dubna 1843 Praha – 25. října 1901 Praha). Narodily se jim dcery Josefína Rozálie (1864–1934), Margherita (1873–1945) a také syn Hugo Franz (1869–1884). Margherita byla manželkou Vincenze svobodného pána von Gecmen (následně změnil jméno na Gecmen-Waldek), Josefína Rozálie se provdala za Čeňka Daňka (1858–1895), syna velkoprůmyslníka Čeňka von Daňka. Po jeho smrti roku 1895 se provdala za generálmajora Theodora Hordta (1861–1921). Jeho syn Hugo Franz zemřel ještě před povýšením jeho otce do šlechtického stavu v roce 1884.